# 김포시 갑
김포시 갑은 대한민국의 국회의원 선거구이다. 경기도 김포시의 일부 지역을 관할한다. 현직 국회의원은 더불어민주당의 김주영이다.

## 역사
대한민국 제20대 국회의원 선거를 앞두고 김포시 선거구가 인구 상한선 초과로 인하여 갑, 을로 분구되면서 신설되었다.

## 관할 구역
| 대수  | 관할 구역                                       |
| ----- | ----------------------------------------------- |
| 20대  | 김포시 고촌읍, 김포1동, 사우동, 풍무동, 장기동  |
| 21대~ | 김포시 고촌읍, 김포본동, 사우동, 풍무동, 장기동 |

## 역대 국회의원
| 선거   | 정당 | 정당         | 의원   |
| ------ | ---- | ------------ | ------ |
| 2016년 |      | 더불어민주당 | 김두관 |
| 2020년 |      | 더불어민주당 | 김주영 |
| 2024년 |      | 더불어민주당 | 김주영 |

## 역대 선거 결과

### 대한민국 제20대 국회의원 선거
|  | 59.30% |

|  | 40.69% |

### 대한민국 제21대 국회의원 선거
|  | 52.88% |

|  | 38.49% |

|  | 8.09% |

|  | 0.52% |

### 대한민국 제22대 국회의원 선거
|  | 54.27% |

|  | 45.72% |